# Dansktoppen
Dansktoppen er et radioprogram, der sendes hver lørdag på DAB-kanalen P5. Programmet er i 2008 flyttet fra FM-kanalen P4. Desuden har DR en kanal DR Dansktop, som sender som internetradio (siden 14. september 2005) og på DAB (fra 24. oktober 2007 som afløser af DR X).
Repertoiret består af en type dansksproget populærmusik, kaldet dansktop. Programmet har således lagt navn til selve genren, der i øvrigt spilles på diverse lokalradioer og i et vist omfang på TV 2 Charlie.
Fra slutningen af 2005 bestemmes listens sammensætning af lyttere, der stemmer via sms på en mobiltelefon. Tidligere var nedsat en jury på 300 medlemmer, der udvalgte kandidater til Dansktoppen.

## Historie
Programmet havde premiere søndag den 1. september 1968 kl. 9.05 med Jørn Hjorting som vært og var dengang baseret på lytterafstemninger, hvilket adskilte Dansktoppen fra andre hitlister. Konceptet var lånt hinsidan, hvor Svensktoppan havde været i æteren siden 1962. Formålet med begge hitlister var at give den svenske hhv. den danske populærmusik en platform, hvor den kunne promoveres og dyrkes, idet engelsksproget musik i samtiden udgjorde en stadig større trussel. Svensktoppan havde bidraget til at holde hjulene i gang i den svenske musikindustri, og samme effekt opnåede man i Danmark. Paradoksalt nok var mange af sangene danske udgaver af udenlandske hits, først og fremmest fra Sverige og Tyskland. De første 9 år omtales ofte som Dansktoppens gyldne tid.
I programmet skulle lytterne stemme om 15 sange, og ugen efter blev de ti sange, der havde fået flest stemmer, spillet igen i omvendt rækkefølge. I løbet af de første måneder blev lanceret nye navne som Bjørn & Okay, Blue Notes, Two Danes og Birthe Kjær. Hits fra Dansktoppen 1968 var blandt andre Vi skal gå hånd i hånd (med Keld Heick) og Gid du var i Skanderborg (med Dorthe Kollo).
Allerede i april 1969 blev Dansktoppen lukket, men den genopstod igen allerede i september samme år og fortsatte frem til marts 1977. Lyttertallet havde da passeret 2,5 millioner, og beslutningen om at lukke programmet medførte derfor betydelige protester. I det hele taget er det karakteristisk for Dansktoppen, at der løbende har været delte meninger om programmet. Med undtagelse af en kort genoplivning på P3 i 1991 måtte lytterne vente helt til 1993 før programmet blev genoptaget; fra 1993 med Jann Guldhammer som dansktopvært.
Jann Guldhammer blev ansat på DR-Kanal94 i Vejle, med det formål at genskabe Dansktoppen på Danmarkskanalen. Den nye dansktop gik i luften 1. september 1993. Som noget nyt skulle afstemningen foregår ved hjælp af telefoner. Man kunne ringe ind og taste nummeret på det nummer som var favoritten. Dette blev dog fravalgt igen, da der var tekniske problemer med den løsning, og igen blev der indført en jury på 200 medlemmer, som løbende blev skiftet ud. Jann Guldhammer var vært for Dansktoppen frem til 1997, hvor værtsrollen blev overtaget af Leif Wievelsted. I Dansktoppens 2. periode fra 1993 kom nye navne til: Richard Ragnvald, Kandis, Lis & Per, Jacob Haugaard og Kim & Hallo.
Den sang, som har ligget længst på Dansktoppen, er Aldrig mer’ må jeg se dig med Lars Stryg & Royal Strings, som i 1976-1977 lå hele 55 uger på listen, dog aldrig som nummer et.
Flytningen fra FM til DAB fra 2008 skyldes dels, at DR Dansktop í 2007 er blandt de mest aflyttede, dels at DR vil styrke DAB-programmerne for at sætte turbo på salget af DAB-radioer.
En række danske lokalradioer har også udsendelser med titlen Dansktoppen, fx Radio Østsjælland om søndagen, ligesom flere lokalradioer har meget dansktop-musik på deres repertoire, fx Radio 1049 i Sorø.
En musikgruppe, som udelukkende spiller coverversioner af dansktopsange, er gruppen Sweethearts med skuespilleren Pernille Højmark i spidsen.

## Den første liste
Den første egentlige Dansktop-liste var klar 8. september 1968. Den var resultatet af den første afstemning blandt de 300 jurymedlemmer.
| Placering | Kunstner       | Sang                     |
| --------- | -------------- | ------------------------ |
| 1         | Keld Heick     | Vi ska' gå hånd i hånd   |
| 2         | Grethe Ingmann | Hun er seksten år ida'   |
| 3         | Bjørn Tidmand  | Lille sommerfugl         |
| 4         | Quacks         | Boink                    |
| 5         | Dorthe Kollo   | Gid du var i Skanderborg |
| 6         | Johnny Reimar  | En sommerblomst          |
| 7         | Ann Tholsted   | Master Jack              |
| 8         | Anette         | Kom kom kom              |
| 9         | Bjørn & Okay   | Du og jeg                |
| 10        | Blue Boys      | Lykken er                |

Sange, der ikke blev placeret:
- Sys Gregers: Tre Små Ord
- Sten Nilsson: Sig mig dit navn
- Gustav Winckler: Kære
- Ann-Louise Hanson: Gem din lykke til i morgen
- Poul Bundgaard: Smil så smiler verden igen

## De mest populære hits påDansktopppen
I perioden 1968-1999 var følgende sange de mest populære på Dansktopppen:
| - 1968: Keld Heick – "Vi skal gå hånd i hånd" - 1968: Dorthe Kollo – "Greven fra Luxemborg" - 1969: Johnny Reimar – "Når jeg tænker på lille Alvilda" - 1970: Birgit Lystager – "Smilende Sussie" - 1971: Susanne Lana – "Hvis tårer var guld" - 1972: John Mogensen – "Fut i fejemøget" - 1973: Mette – "Hjerter af honning" - 1973: Gert Günter – "Hold dig fra Linda" - 1974: To Jyder – "Da farfar var ung" - 1975: Flemming Werge – "Uglevisen" - 1975: The Lollipops – "Ung kærlighed" - 1976: Janni – "Fernando" - 1976: Lille Palle – "Kom put dig under dynen" - 1977: Lars Stryg og Royal Strings – "Aldrig mer' må jeg se dig" - 1978: Bamse – "I en lille båd der gynger" - 1979: Tommy Seebach – "Disco Tango" - 1980: Bjarne Liller – "Billet-mrk" - 1981: Bjørn & Okay / Bjørn Tidmand – "Snevalsen" - 1982: Laban – "Hvor ska' vi sove i nat" - 1983: Kim Larsen – "Susan Himmelblå" | - 1984: Kirsten og Søren – "Det' lige det" - 1985: Jodle Birge – "Rigtige venner" - 1986: På Slaget 12 – "Hjem til Århus" - 1987: Trine & Moonlighters – "Danse i måneskin" - 1988: Anne Linnet – "Tusind stykker" - 1989: Birthe Kjær – "Vi maler byen rød" - 1990: Lis & Per – "Vore allerbedste år" - 1990: Lars Lilholt Band – "Kald det kærlighed" - 1991: Anders Frandsen – "Lige der hvor hjertet slår" - 1992: Shu-bi-dua – "Sexchikane" - 1993: Kandis – "En lille ring af guld" - 1993: Lis & Per – "Jeg ser altid lyst på livet" - 1994: Kandis & Karina – "En dør til fantasien" - 1994: Richard Ragnvald – "Kære lille mormor" - 1995: Kandis – "Velkommen hjem" - 1996: Jacob Haugaard – "Hammer hammer fedt" - 1996: Richard Ragnvald – "Hvis du elsker mig" - 1997: Bjørn & Johnny – "Gode ben" - 1998: Kandis – "Glade minder" - 1999: Kisser og Søren – "Ordsprog" |